# Tessiera lithospermoides
Tessiera lithospermoides är en måreväxtart som beskrevs av Dc.. Tessiera lithospermoides ingår i släktet Tessiera och familjen måreväxter. Inga underarter finns listade i Catalogue of Life.